# القرار الأخير (مسلسل)
القرار الأخير، مسلسل تلفزيوني كويتي عرض في الأول من رمضان بتاريخ 30 ديسمبر 1997. المسلسل من أول كتابات المؤلفة فجر السعيد التلفزيونية.

## ملخص قصة المسلسل
تتناول قصة المسلسل حكاية عائلة ثريه، استطاع كبيرها أن يكون هذه الثروة بالجد والاجتهاد من لا شيء بعد أن تعرض والدهم قبل وفاته لأزمة مالية فاستطاع الابن الأكبر «فهد الضاوي» بمساعده أخيه «حمد» من إعاده تكوين الثروة من جديد. ويعيش «فهد» في منزل الأسرة الكبير وتسكن معه في المنزل شقيقته الأرملة «شاهة» وابنتها «دلال» ومعهم أيضاً شقيقه الأصغر «الدكتور سعود» وزوجته «نورية»، بينما يعيش الشقيق الآخر «حمد» في منزل منفصل مع أسرته المكونة من زوجته «بدرية» وأبنائه «سلمان» و«مشعل»، و«فهد» لم يتزوج على الرغم من إنه وصل إلى سن كبير وذلك لإنه فضل تربيه أخوته الذين تركهم والدهم أمانه لديه وأيضاً لانشغاله بتكوين الثروة.
وتعيش الأسرة حياة مستقرة لا تخلو من بعض المشاكل البسيطة، حيث بالمنزل الذي يسكن فيه «فهد» أغلب مشاكله هي مشاكل بين «نورية» زوجة «سعود» و«شاهة» التي ترفض تصرفات «نورية» وكيفية تعاملها معهم وبين «نورية» و«سعود» حيث أن «نورية» تتعامل مع أسره زوجها بتعالي وذلك لرغبتها بالاستقلال مع زوجها بمنزل منفصل وهذا ما يرفضه «سعود» وذلك لرفض «فهد» هذا الموضوع لأنه بحاجة إلى وجود «سعود» معهم بالمنزل خصوصاً أن «فهد» هو من قام بتربيه «سعود»، كما أن المشاكل موجوده بين «نورية» و«سعود» بسبب مشكلة عدم الإنجاب والتي سببها عقم «سعود» ولهذا تعتبر «نورية» أن من حقها أن تأخذ ما تريد من «سعود» لإنها صابره عليه وعلى مشكلته بالإنجاب. بينما مشاكل منزل «حمد» فهي بالغالب مشاكل الأبناء، حيث أن الابن الأكبر «سلمان» يحب السكرتيرة «هيام» التي تعمل في شركتهم وهي تنتمي لأسرة من طبقه اجتماعية أقل من أسرتهم وهذا ما يسبب رفض والدته «بدرية» المرأة الأرستقراطية بسبب رغبتها بزواج ابنها الأكبر من «دلال» ابنه «شاهة»، لكن «شاهة» تقنع «بدرية» بالموافقة على هذا الزواج على أن تكون «دلال» زوجة للإبن الثاني «مشعل» وهو الابن الأصغر لعائلة «حمد» والذي يعيش حياته مرفهاً ولا يعتمد عليه حيث أن والده «حمد» تارك مسئوليته إلى أمه «بدرية» التي تاركته يفعل ما يريده وتقوم بإخفاء مشاكله عن والده الذي يتفاجأ فيها عند وقوعها.
وتمر الأحداث إلى أن تدخل إلى الشركة «لطيفة»، وهي فتاه من أسرة فقيرة جداً تعول عائلتها المكونة من شقيقها «يوسف» وعمتها المرأة الكبيرة بالسن، و«يوسف» هو شاب عاطل عن العمل ويقضي وقته بلعب القمار وشرب الخمر على الرغم من عدم توفر المال لديه إلا إنه يضغط على أخته «لطيفة» ليأخذ منها المال سواء باللين أو بالغصب والضرب حتى إنه يكذب عليها من أجل أن تأخذ قرض من البنك ليصرفه على ملذاته، والقرض هو السبب الذي جعلها تبحث عن عمل آخر في الفترة المسائية لتعوض بالراتب الجديد ما يخصم من راتبها بعملها الصباحي ككاتبه في المستوصف.
يقرر «فهد» الترشيح في انتخابات مجلس الأمة وذلك بعد أن قرر نائب الدائرة «بو عبد المحسن» عدم الترشح مجدداً ويرغب «فهد» في الحلول مكانه في المجلس وأن يحصل على تزكيته لمقعده، وينصح أحد المقربين من «فهد» بأن يصلح علاقته مع «جاسم» ابن عمه الذي إنقطعت علاقتهما منذ سنوات لخلافات مالية تطورت لخلافات أسرية عندما رفض «فهد» زواج شقيقته «شاهة» من ابن عمهما «جاسم» وزوجها من آخر على الرغم من أن «شاهة» كانت تريده، ويقوم «فهد» بتوسيط عدد من الرجال الكبار لتحقيق المصالحة بينه وابن عمه «جاسم» وقد استطاع «بو عبد المحسن» بأن يصالحهم على بعض في يوم عرس «سلمان» ابن «حمد»، وقد قدم «فهد» ثمناً للمصالحه وذلك عندما تنازل عن وكاله أجهزه كهربائيه لابن عمه «جاسم».
وقبل إجراء الانتخابات كان «سعود» وزوجته «نورية» يقرران السفر للعلاج من العقم وكانا قد جهزا كل شيء للسفر إلا أن «فهد» يؤمر «سعود» بعدم السفر وذلك لحاجته لوجوده معه بالانتخابات، ويؤدي هذا إلى أن تمرد جديد من «نورية» التي تعتبر إلغاء السفر بأمر من «فهد» يلغي أو يأجل حلمها بالإنجاب لذلك فهي تقرر استغلال «سعود» بشراء هدايا ثمينة لها تعويضاً عن عدم السفر.
تجرى الانتخابات وكانت النتيجة خساره «فهد» لكنه تقبل الموضوع بروح رياضيه وتعود حياه الأسرة كما كانت، وقرر «سعود» السفر مع «نورية» للعلاج لإنه رأى أنه لم يستفد شيء من بقاءه كون «فهد» خسر في الانتخابات وإنه لن يسمج له بأن يبقيه مره أخرى لأي سبب كان. كانت بفترة بعد زواج «سلمان» ابن «حمد» من السكرتيرة «هيام» قد شهدت دخول «لطيفة» إلى الشركة بعملها المسائي، إلى أن رآها «فهد» عندما عطلت سيارتها أمام الشركة فقام بإيصالها إلى منزلها بسيارته وعند منزلها حدث له موقف مع «يوسف» شقيق «لطيفة» عندما رأى أخته تخرج من سيارته حيث شك بهم إلا إن «فهد» شرح له سبب قيامه بتوصيلها للمنزل، وبثاني يوم طلب «فهد» من «لطيفة» بأن تكون سكرتيرته وأقنعها بأن تأخذ إجازه بدون راتب من عملها الصباحي كي تستطيع العمل في السكرتارية صباحًا ومساءً وإنه سيعطيها مرتب جيد يعوضها عن ما ستفقده من راتبها الصباحي.
قبل سفر «سعود» يتقدم «مشعل» ابن «حمد» لخطبه «دلال» ابنه عمته «شاهة» وذلك بتحريض من والده الذي بدأ يشعر أن «فهد» بدأ يوطد علاقته مع ابن عمهم «جاسم» بشكل كبير، وخاف «حمد» من أن يقوم «فهد» بتزويج دلال من «محمد» ابن «جاسم» كي يقربه منه أكثر ويمحي آثار رفضه تزويجه من أختهم «شاهة»، وعندما تجمعت الأسرة وطلب «حمد» يد «دلال» ل«مشعل» طلب «فهد» سماع رأي «شاهة» وأخذ الموافقة إلا إنها أعلنت عدم رفضها لكنها طلبت سماع رأي «دلال» لأنها صاحبه العلاقة والرأي المفترض أن يكون لها وقد قالت «دلال» رأيها أمامهم وهو نفس الرأي الذي قالته لوالدتها من قبل وهو إنها ترفض الزواج من «مشعل» على الإطلاق ولا يمكن أن تغير رأيها وذلك لأنه بلا طموح، وسبب ذلك الرفض زعل «حمد» وزوجته «بدرية» من «شاهة». سافر «سعود» و«نورية» للعلاج، وبدأت المشاكل تظهر بين «فهد» و«حمد» حول الأمور المالية بالشركة، وبدأ «حمد» بمعاونة من ابنه «سلمان» بمحاولة معرفة أدق تفاصيل الشركة وذلك كي يثبت حقة في الشركة خوفاً من أن يقوم «فهد» بأعمال تضر مصالحه، ويبدأ «حمد» بتعقب جميع الأعمال التي يقوم بها «فهد» ويبدأ بالشك بوجود علاقة بين أخيه «فهد» والسكرتيرة «لطيفة»، ويزداد الشك بعد إلقاء القبض على «يوسف» شقيق «لطيفة» بتهمة الاحتيال وتدخل «فهد» لإخراجه من السجن، فتزداد شكوك «حمد» بوجود علاقة بينهم بعد معرفته بالموضوع. وكي يستقطب أخوته بصفه بمواجهه «فهد»، أخبر زوجته «بدرية» بالموضوع كي تستطيع استماله «شاهة» بصفهم، ولذلك تعود العلاقة بين «شاهة» و«بدرية» التي نقلت جميع شكوك «حمد» إليها وجعلتها هي أيضًا تشك «بفهد» وإلى مواجهته، وأدت مواجعه «شاهة» «لفهد» بأن يعاند «فهد» ويقرر الزواج من «لطيفة» وذلك لأنه لم يتعود من أخوته الذي يرى إنه ضحى من أجلهم بأن يواجهونه ويخالفونه الرأي، وعندما طالبه «حمد» و«شاهة» بأعطائهم نصيبهم من الأملاك أخبرهم أن كل الأملاك الموجودة هي ملكه وحده وهم ليسو شركاء معه لأنه هو من قام بتكوين الثروة. وبعد زواج «فهد» من «لطيفة» رغمًا عن أنف أخوته وتحديًا لهم وقيامة بإحضار «لطيفة» إلى منزل العائلة الكبير لتسكن مع «شاهة» تبدأ المشاكل بين «شاهة» و«لطيفة» ووقوف «فهد» بصف زوجته، وأدى ذلك إلى موافقة «شاهة» إلى الوقوف مع أخويها «حمد» و«سعود» الذي عاد من رحلة العلاج ليواجه المشاكل، ويقررون رفع قضية على «فهد» للحصول على حقوقهم، وبعد رفع القضية قام «فهد» بطرد «حمد» وأبنائه «سلمان» و«مشعل» من الشركة. يتوفى أحد أصدقاء «مشعل» تأثرًا بجرعة زائده من المخدرات، وقام «مشعل» وأصدقائه بإلقائه في الصحراء بعد وفاته خوفًا من أن ينكشف أمرهم، إلا أن الشرطة استطاعت إلقاء القبض عليهم وهناك اعترفوا على من يمولهم بالمخدرات وهو «يوسف» أخو «لطيفة» زوجة «فهد»، ويؤدي القبض على «مشعل» إلى تعرض «حمد» إلى ذبحة صدرية، ورفض «فهد» طلب «لطيفة» وقوفه مع أخيها «يوسف» كون أن «مشعل» طرف بالقضية وهو يهمه مصلحة ابن أخيه. وبعد مشاكل كبيرة بين «شاهة» و«لطيفة» حول هذه القضية تقرر «شاهة» أن تغادر هي وابنتها «دلال» منزل «فهد» والذهاب إلى ابن عمها «جاسم» وإبلاغه إنها موافقه على الزواج منه بعد أن كان قد طلبها للزواج مرة أخرى بعد أن عادت العلاقة الأسرية بينهم لكنها رفضت لعدم رغبتها بترك «فهد» وحيدًا، إلا إن «جاسم» رفض أن يتزوجها بدون موافقة «فهد» ويقرر الذهاب بنفسه للبحث عنه واخباره. وكان «فهد» قد قرر بعد دخول أخيه «حمد» للمستشفى بأن يعطي لأخوته حقهم من ورث والدهم وذلك لحل المشاكل بدون الدخول إلى المحاكم على الرغم من إنه كان مصمم على المواجهة قبل دخول «حمد» للمستشفى. وبعد أن يكتشف «فهد» خروج «شاهة» وابنتها «دلال» من المنزل وذهابها إلى «جاسم» لإبلاغها بموافقتها على الزواج فيثور ويذهب مع «جاسم» لإحضار «شاهة» من منزل «جاسم»، إلا إن «شاهة» كانت قد سبقتهم لمنزل «فهد» فيعودون وهناك تحدث المواجهة بين «فهد» و«شاهة» الذي رفض خروجها أو زواجها وعرض عليها بأنه موافق على أن يطلق «لطيفة» لكي تبقى بالمنزل إلا إنها رفضت وأبلغته إنها لا تريد منه سوى الموافقة على زواجها من «جاسم».
وبذلك انتهى العمل، وكانت نهايته مفتوحة.

## الممثلين وشخصياتهم
| الممثل        | الشخصية التي يؤديها |
| ------------- | ------------------- |
| محمد المنصور  | فهد الضاوي          |
| جاسم النبهان  | حمد الضاوي          |
| أحلام محمد    | شاهة الضاوي         |
| منصور المنصور | جاسم الضاوي         |
| حسين المنصور  | سعود الضاوي         |
| زهرة الخرجي   | نورية               |
| علي جمعة      | يوسف                |
| هدى الخطيب    | بدرية               |
| نادر الحساوي  | سلمان               |
| بدرية أحمد    | لطيفة               |
| هبة الدري     | دلال                |
| سعود الشويعي  | مشعل                |
| لمياء طارق    | هيام                |
| أحمد السلمان  | رائد                |